# Loroum
Loroum is een van de 45 provincies van Burkina Faso. De hoofdstad is Titao.

## Bevolking
In 1997 leefden er 111.707 mensen in de provincie. In 2019 waren dat er naar schatting 198.000.

## Geografie
Loroum heeft een oppervlakte van 3.592 km² en ligt in de regio Nord. De provincie grenst aan Mali.
De provincie is onderverdeeld in 4 departementen: Banh, Ouindigui, Solle en Titao.

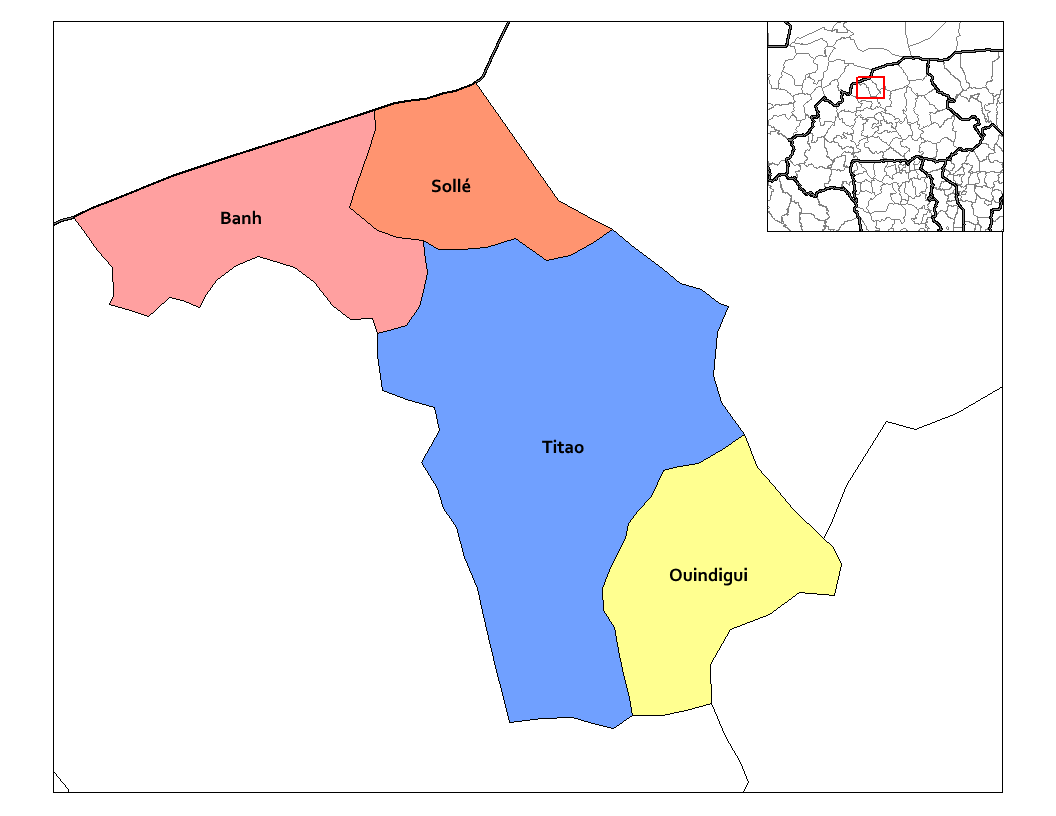
Departementen van Loroum

Balé · Bam · Banwa · Bazéga · Bougouriba · Boulgou · Boulkiemdé · Comoé · Ganzourgou · Gnagna · Gourma · Houet · Ioba · Kadiogo · Kénédougou · Komondjari · Kompienga · Kossi · Koulpélogo · Kouritenga · Kourwéogo · Léraba · Loroum · Mouhoun · Nahouri · Namentenga · Nayala · Noumbiel · Oubritenga · Oudalan · Passoré · Poni · Sanguié · Sanmatenga · Séno · Sissili · Soum · Sourou · Tapoa · Tuy · Yagha · Yatenga · Ziro · Zondoma · Zoundwéogo